# Göteborg-Landvetter flygplats

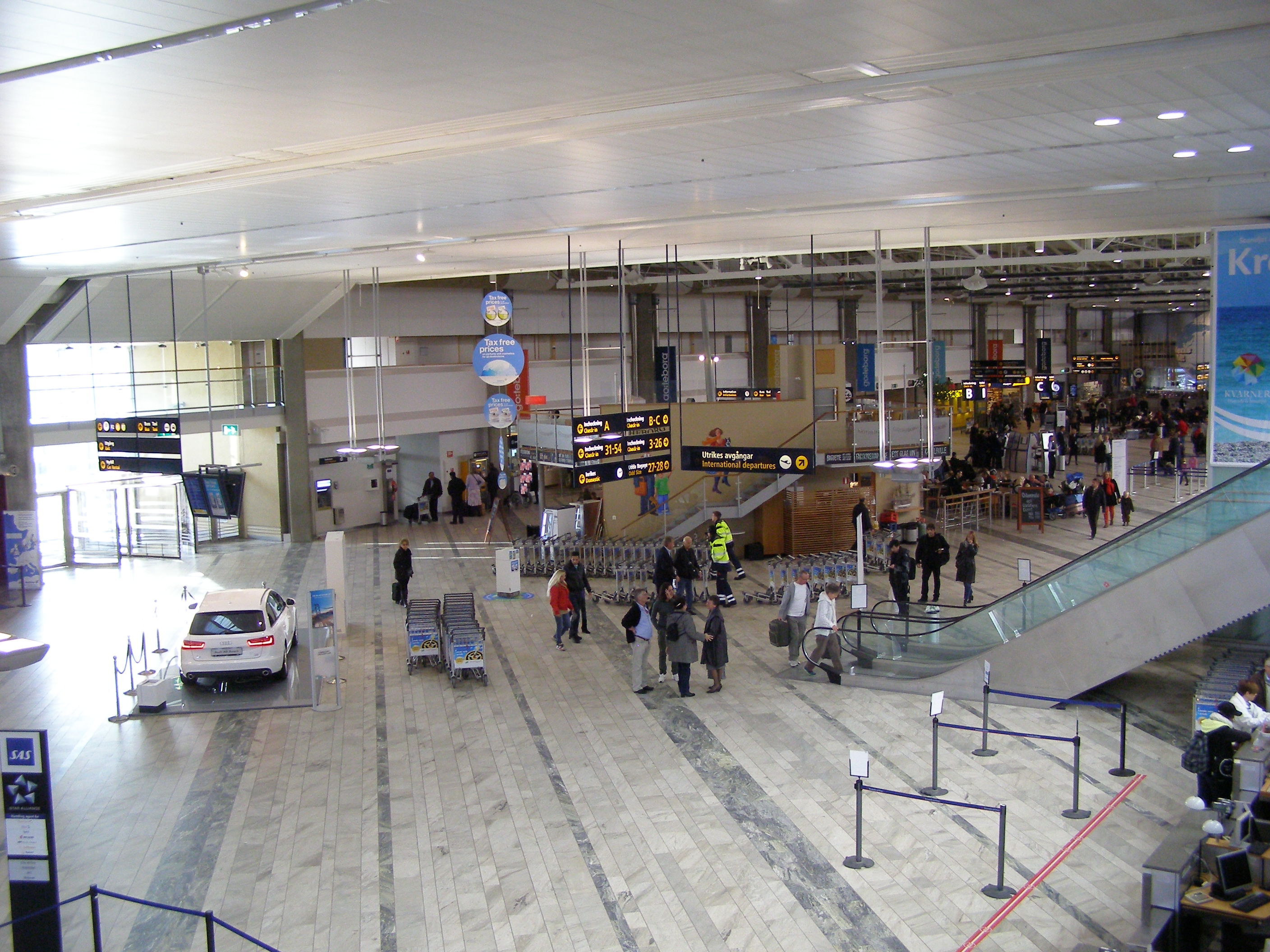
Terminal före säkerhetskontrollen år 2011.

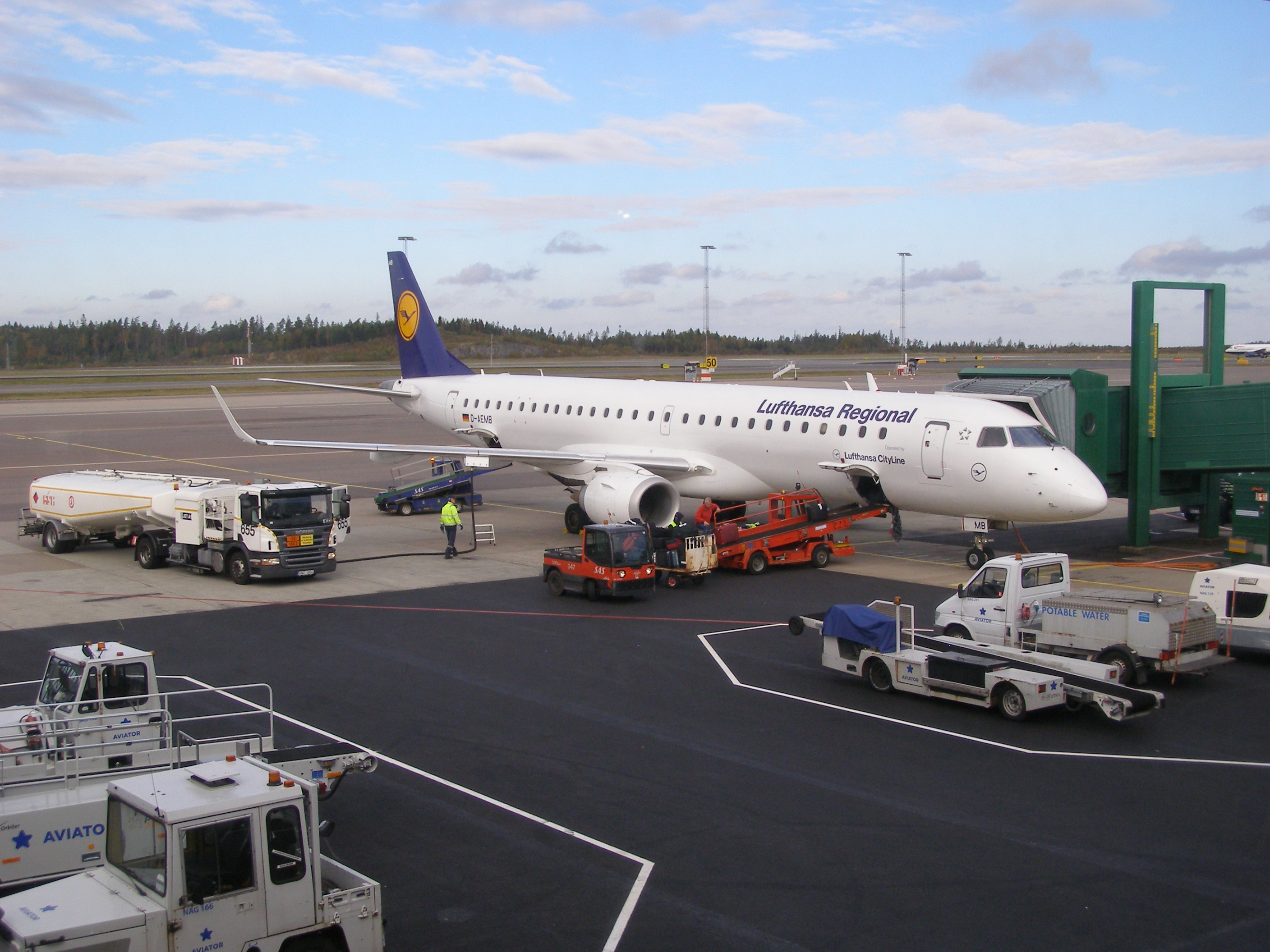
Lufthansa-plan förbereds vid en av gaterna på Landvetter.

Göteborg-Landvetter flygplats (IATA: GOT, ICAO: ESGG) är Götalands största flygplats, Sveriges näst största flygplats och Nordens femte största flygplats. Driftbolaget Swedavia marknadsför flygplatsen som Göteborg Landvetter Airport. Flygplatsen är belägen i Härryda kommun utanför Göteborg och invigdes den 3 oktober 1977 av kung Carl XVI Gustaf. Den ersatte Torslanda flygplats.
Från flygplatsen utgår flyg till cirka 50 destinationer, över 100 destinationer medräknat charter. Den är ett nav för bland annat BRA, Ryanair samt SAS. 80 procent av inrikesresenärerna och 60 procent av utrikesresenärerna är affärsresenärer.

## Historia

### Landvetters tillkomst
Flygplatsen började officiellt byggas den 6 december 1973, då den gamla flygplatsen i Torslanda ansågs ha för liten kapacitet. För att Göteborg-Landvetter flygplats skulle kunna anläggas, torrlades Kroksjön, som låg där den nuvarande landningsbanan är belägen. Markarbetena var omfattande; sammanlagt bortsprängdes 3,9 miljoner m³ berg med hjälp av 1 400 ton dynamit, 300 bergborrmaskiner användes.
Anledningen till att flygplatsen fick namnet Landvetter – trots att den ligger i Härryda socken – var att grannsocknen Landvetters namn ansågs vara mera lättuttalat för utlänningar.
År 1973 planerades för:
- Den västra av de två parallellbanorna byggs först och ska vara färdig 1977. Banlängden om minst 3 000 meter tillåter starter och landningar med alla förekommande flygplanstyper. Båda banändarna får väntplatser och det byggs taxibanor.
- Invid hangarer, flygfrakt- och passagerarterminaler kommer det att finnas väl tilltagna plattformar för uppställning av flygplan. I första etappen planeras 25 platser – 10 för utrikes och 5 för inrikes passagerartrafik, 5 för fraktflyget och 5 reservplatser.
- Hangarerna planeras för flygplan av typ DC-10, Boeing 747 och för ett antal DC-9, Boeing 727 och 737. Till hangarerna hör kontors-, förråds- och verkstadslokaler.
- Flygfraktterminalen byggs till en början för en kapacitet av cirka 70 000 ton/år, men man har redan i utbyggnadsplanen förutsett en kapacitetsökning upp mot cirka 400 000 ton/år. Därefter finns det möjlighet att expandera ytterligare på markområden norrut och sedermera även söderut.
- Passagerarterminalens utrikespir får ett tiotal bryggor ut till planen. Det innebär att man går hela vägen under tak. (det byggdes fyra bryggor för inrikes och fyra för utrikes)
- I terminalbyggnadens centrala byggnadskropp har all passagerarservice sitt centrum. Golvytan är cirka 30 000 kvadratmeter och byggnaden är i första etappen dimensionerad för upp emot 3 miljoner passagerare om året. Här finns restaurang, cafeterior och väl tilltagna takterrasser för åskådare. Prognosen för passagerartrafiken 1975 var: reguljär inrikestrafik 400 000, reguljär utrikes 552 000, charter 450 000 och transit 130 000.
- Flygplatsens drift och försörjning – värmecentral, vattenverk med mera samlas i ett antal byggnader. Golvytan blir totalt cirka 14 000 kvadratmeter.
- Närparkeringen rymmer 2 500 bilar.
- Kontrolltornet får en höjd av närmare 50 meter.
- Den östra banan som planeras till omkring 1985, beräknas få en banlängd av 2 800 meter (den har aldrig byggts)[6]

De första byggnaderna började uppföras 1975 och de var klara efter två år. Den totala kostnaden för byggnationen var 630 miljoner kronor. I sitt invigningstal sa kungen bland annat:

"Jag kan bara konstatera att denna region som omfattar nästan en femtedel av Sveriges befolkning och har ett stort antal industrier och företag har nu fått en toppmodern flygplats av mycket hög internationell klass."
Det första flygplanet lyfte den 3 oktober klockan 06:00.

### Utbyggnader
Under 1980-talet byggdes ett parkeringshus och inrikeshallen fick en regional flygterminal, där mindre flygbolag använde sig av utgångar för transport av passagerare inom regionen. 1987 uppfördes Landvetter Airport Hotel.
Under 2007 hade flygplatsen cirka 4,3 miljoner passagerare, vilket ökat för varje år. För år 2008 minskade antal passagerare med cirka 1 procent mot året innan. Minskningen låg helt på inrikesflyg, där Stockholm är huvuddestination, och tågresandet dit hade ökat. På Europatrafik är antalet ungefär samma för 2007 och 2008, medan övriga världen ökade kraftigt. Det är i första hand turistcharter som går direkt utanför Europa. Liknande tendens gällde för början av 2009, inrikes minskade kraftigare, utrikes reguljärt minskade något, medan turistcharter ökade. Amerikanska Delta Airlines hade under 2008 långtgående planer på att öppna en non-stop-linje mellan Landvetter och New York (JFK), men linjen startade aldrig då finanskrisen satte stopp för planerna. Detta hade varit den första interkontinentala linjen från Landvetter sedan tidigt 1990-tal, då direktlinjen till Miami lades ner och dessförinnan på 1970-talet då SAS lade ner sin linje till New York.
City Airline startade under 2009 ett projekt där bolaget tillsammans med lokala näringsliv startade upp flyglinjer från ett 10-tal svenska städer till Göteborg-Landvetter. Tanken var att Göteborg-Landvetter skulle fungera som en transferflygplats, där resenärer byter mellan de svenska flyglinjerna och linjer ut i Europa. Projektet lades dock ner strax efter dess början enligt City Airline på grund av den isländska vulkanen Eyjafjallajökulls utbrott som skapade stora problem för flygtrafiken i Europa.
Under 2012–2013 byggdes utrikesterminalen om och utökades med 1000 m² shopping och restauranger, den nya terminalen invigdes i februari 2013 med en mängd nya butiker såsom Sveriges andra Victoria's Secret och elektronikkedjan Capi. Samma år fick flygplatsen också en utmärkelse som världens nionde bästa flygplats i kategorin under 5 miljoner passagerare. Sommaren 2014 skedde nästa stora ombyggnad då man slog samman utrikes- och inrikesterminalen till en enda stor terminal. Förutom ett större utbud för inrikesresenärerna innebär öppningen mellan in- och utrikes avgångshallar även andra fördelar. Det gör det möjligt att bättre utnyttja alla befintliga gater i terminalen, även utrikesflyg kommer att kunna stå vid de gater som innan dess var reserverade för inrikesflyg. I december 2014 stängdes Göteborg City Airport för de flesta trafikflygplan, vilket flyttade mer än 500 000 passagerare per år, mest utrikes, till Landvetter.

### Pågående och framtida utbyggnader
Ankomsthallen utökades med 1800 kvadratmeter yta och ytterligare två bagageband i juni 2017 och denna utbyggnad kostade cirka 180 miljoner svenska kronor. Hallen har nu 5 bagageband. Det kommer även att bli 2 ytterligare bagageband i etapp 2 av större ankomsthall.
Även terminalbyggnaden ska byggas ut söderut och få ytterligare 3 gångbryggor som kommer att vara anpassade för större flygplanstyper som Boeing 777 och Airbus A330 etcetera. Gaterna kommer även att kunna separera flöden mellan ankommande och avresande passagerare. Det kommer även att byggas 4 nya bussgater.
Flygplatsen har en bana, och kapaciteten för den räcker till många fler passagerare. Bana 2 finns dock i planeringen för flygplatsens utveckling, men inte inom en så snar framtid. En andra bana skulle förmodligen bli runt 3 000 meter, ungefär som dagens bana. En andra bana skulle även innebära fördelar vid underhåll och snöröjning.
Något som även ligger i planerna, faktiskt högst upp på Landvetters önskelista, är en direktlinje till New York. Flygplatsen har varit snubblande nära en sådan linje ett flertal gånger, men man har snubblat på mållinjen. Landvetter har all kapacitet för större flygplan till New York, med dess långa landningsbana och dess framtida stora gångbryggor med kapacitet för större flygplanstyper. Det som gör att man tvekar är just passagerarunderlaget. 2020 var en direktlinje till New York ett av målen, men detta satte coronapandemin stopp för.

## Kommunikationer
För att ta sig till flygplatsen kan man antingen köra bil, ta Flygbussarna eller ta taxi. I framtiden kommer man dock även att kunna ta sig till flygplatsen med tåg. Andelen som åker kollektivt till eller från flygplatsen är 9 procent bland flygpassagerare och 5 procent bland anställda på flygplatsen (enligt statistik från 2007).

### Kollektivtrafik

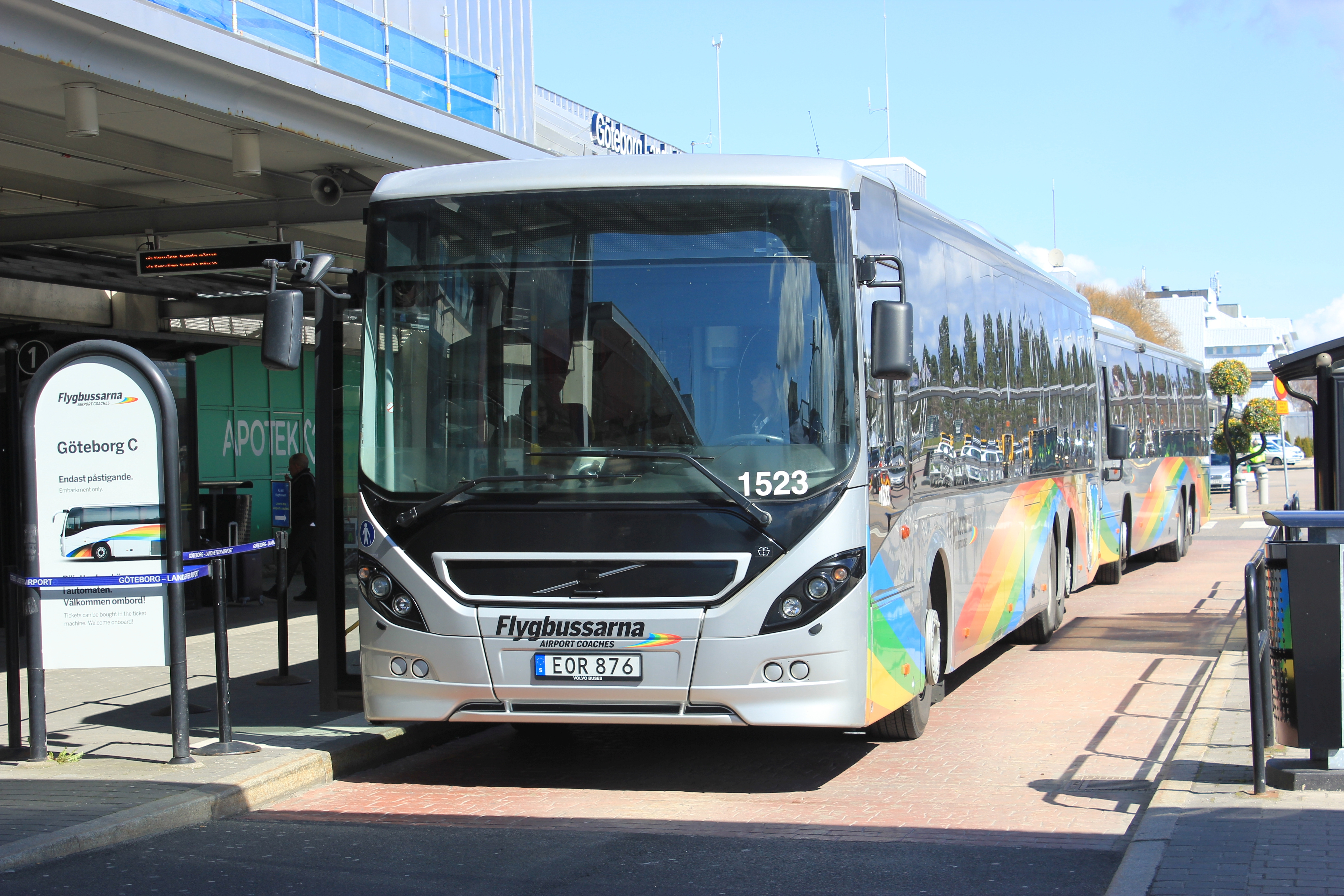
En flygbuss står parkerad utanför Landvetter Flygplats.

Flygbussar avgår var femtonde minut från Göteborg. Tack vare ett samarbete mellan Flygbussarna och Västtrafik kan resenärer från flygplatsen åka vidare i Göteborg med Västtrafiks linjer. Tidigare fanns även en linje från Borås, men den lades ner vid årsskiftet 2011/2012 på grund av ett för lågt passagerarantal. Vissa av Flixbus linjer stannar vid flygplatsen.
Från och med december 2017 trafikerar Västtrafik Landvetter flygplats med linje 612. Linjen utgår från Landvetter resecentrum.
Någon järnvägsförbindelse till flygplatsen har inte byggts. Järnvägen Göteborg-Borås går parallellt med och norr om motorvägen, cirka 3 km från flygplatsen, men det finns ingen station där och ingen bussförbindelse från någon station längs den banan.[källa behövs]
Trafikverket planerar en ny järnväg Göteborg (Almedal)-Mölnlycke-Landvetter-Borås, med tunnel under flygplatsen och en station där. Den blir del av Götalandsbanan som senare ska fortsätta mot Jönköping och Linköping.

### Bil
Riksväg 27/40 går till flygplatsen från både Göteborg och Borås. För att ta sig från Alingsås kan man köra via Partille eller Härskogen. Den sistnämnda vägen är en dryg mil kortare än den via Partille men ganska smal och krokig och Trafikverket undviker att skylta den för att hålla nere trafikmängden.

### Cykel
Man kan bara ta sig till flygplatsen via Härryda och flygplatsvägen. Det går en cykelväg från Landvetter samhälle till Härryda, dock ingen cykelväg sista biten till flygplatsen. Det finns inte heller någon cykelväg från Mölnlycke till Landvetter samhälle eller från Partille till Landvetter samhälle, och där är det smala vägrenar. Det är en rejäl uppförsbacke mellan Härryda och flygplatsen, som ligger 150 meter över havet.

### Parkering
Det finns parkeringsplatser både för kortid- (P1, P2), inomhus- (P3, P4) och långtidsparkering (P5-P7). Det finns även privata parkeringsbolag på flygplatsen.

## Terminaler
Det fanns tidigare två terminaler, inrikes och utrikes, men under 2014 byggdes de två terminalerna ihop till en gemensam terminal. Det innebär att flygplatsen kan använda gaterna till det som behövs för stunden, oavsett om det är inrikes eller utrikes. Trots ombyggnaden är det fortfarande, på grund av passkontrollen, särskilda gater till flyg som ska utanför Schengenområdet. Resenärerna får tillgång till samma handelsutbud oavsett om de ska resa inrikes eller utrikes, fast alkohol säljs bara till dem som ska resa utanför EU. All incheckning och allt lämnande av bagage sker i före detta utrikesterminalen. Eftersom alla resenärer blandas så får samtliga ankommande passera tullen på vägen ut. Detta är numera vanligt inom Schengenländerna, så att terminalen blir uppdelad mellan inom och utom Schengen, inte mellan inrikes och utrikes.
Det finns 11 gångbryggor till flygplan, numrerade 12-17 och 19-23. Utgång 20-23 ligger i den del av flygplatsen som kan användas till non-Schengen, medan övriga gater är inom Schengen. Dessutom finns mer än tio utgångar för busstransport till flygplanen.

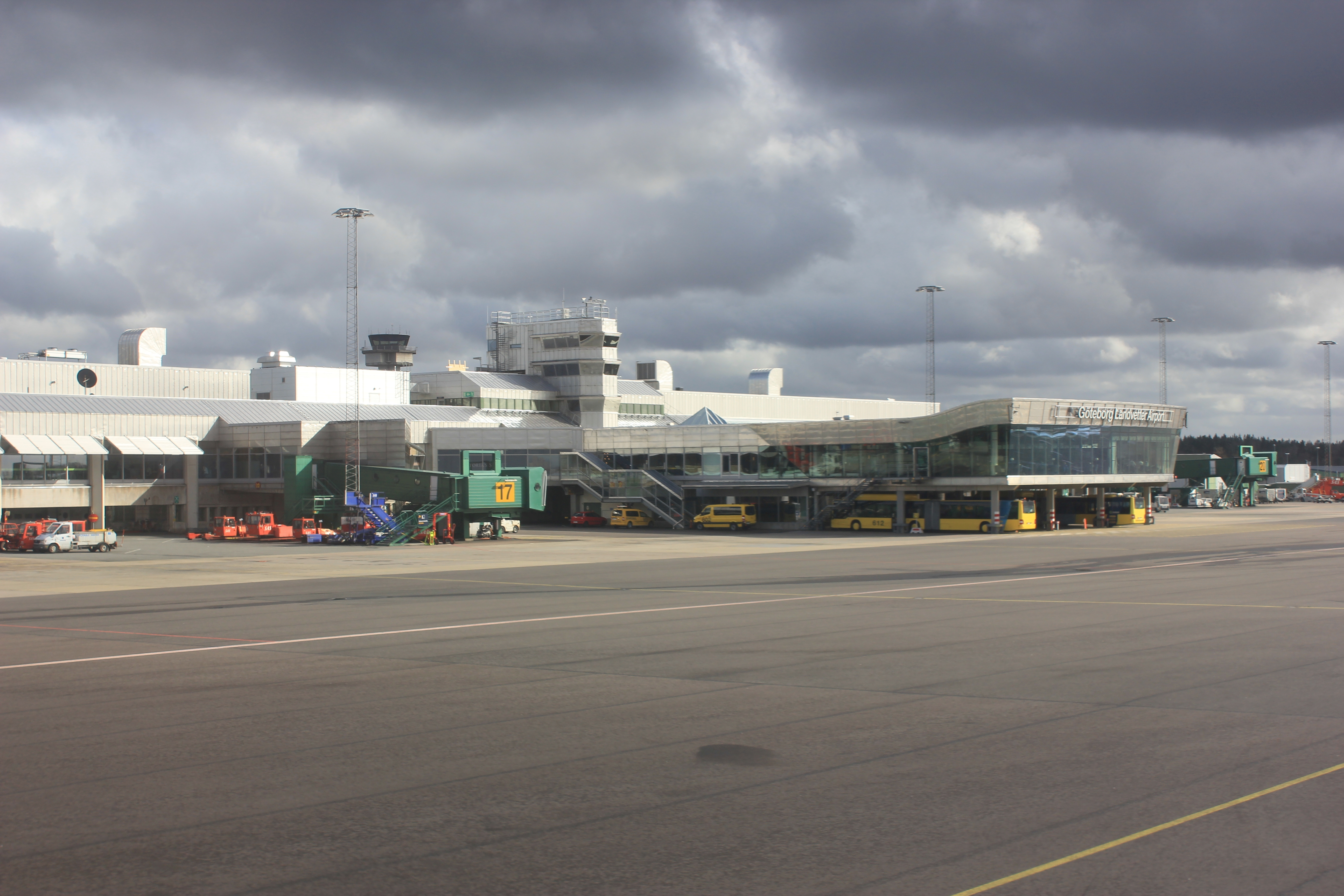
En del av terminalen sedd från flygsidan.
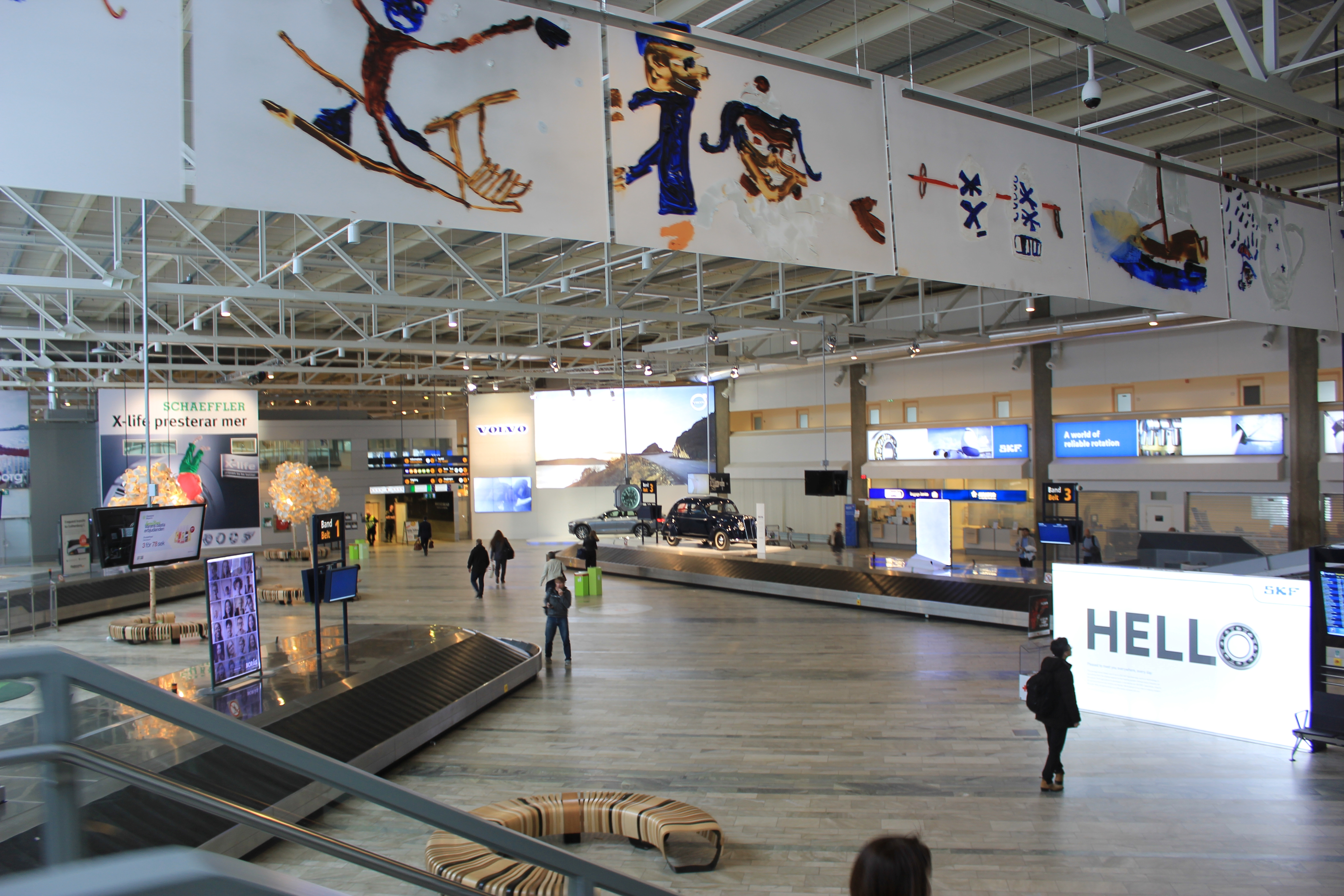
Bagagehallen i april 2017 före utbyggnaden.
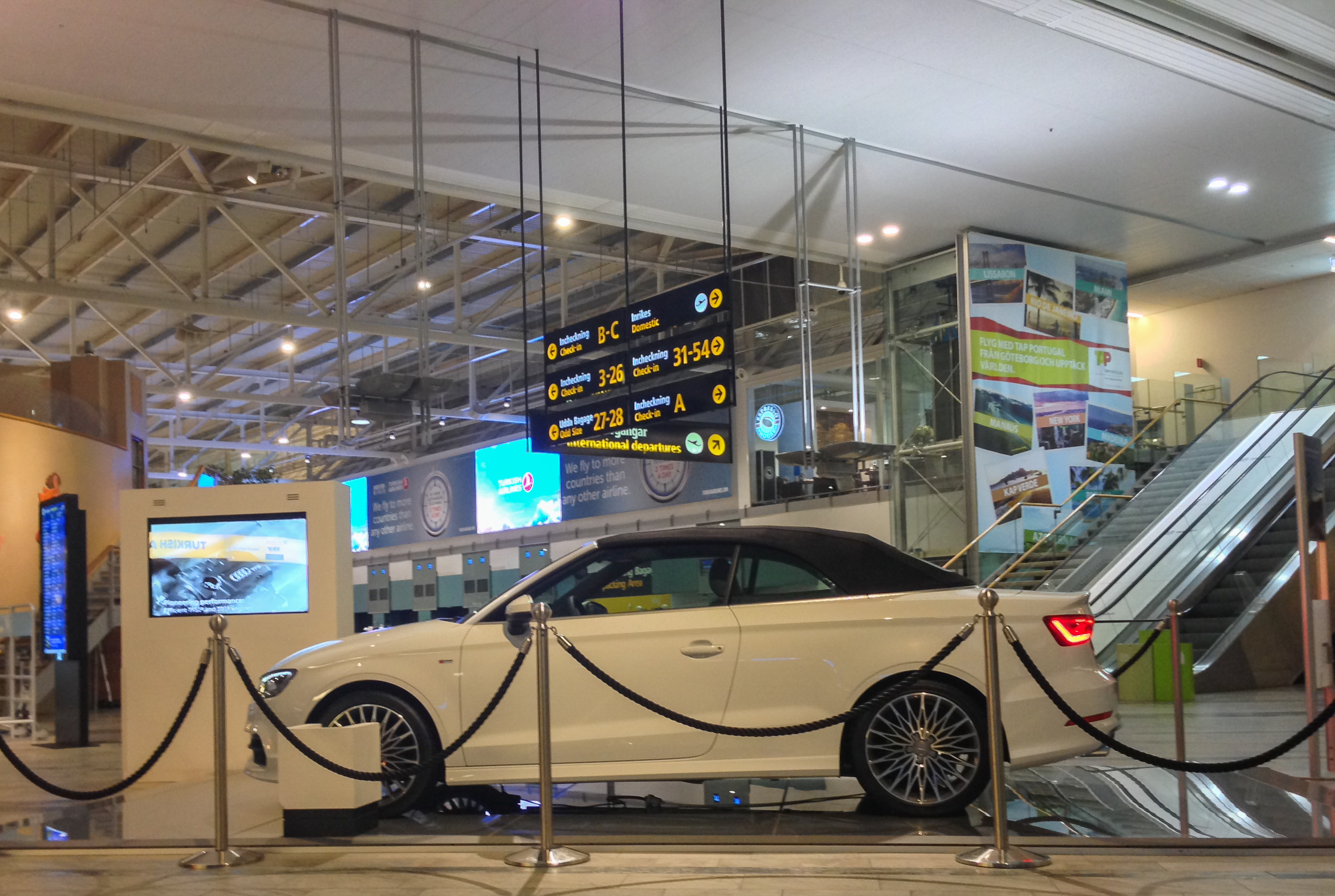
En bil står parkerad inne i terminalen före säkerhetskontrollen på Landvetter.
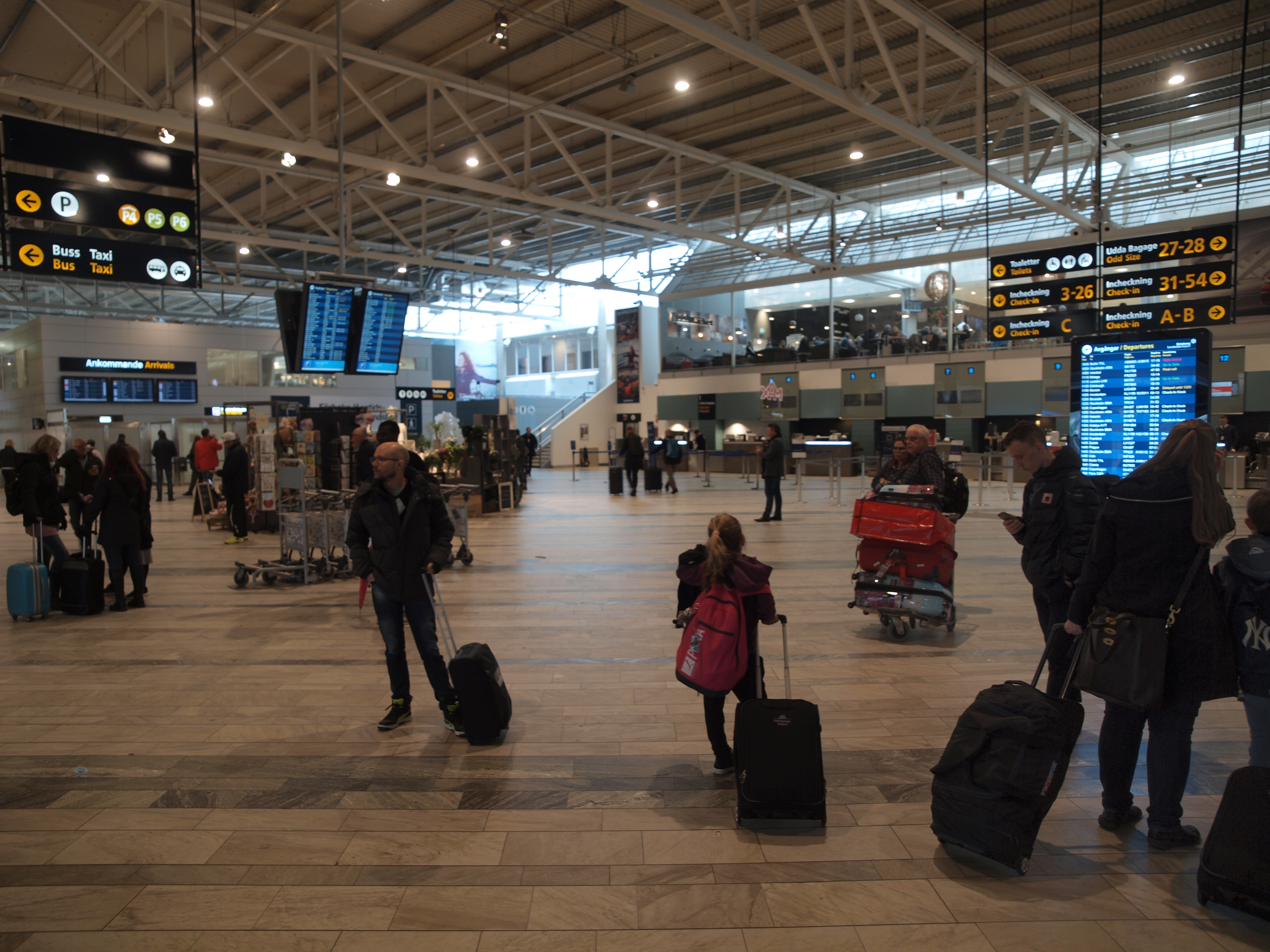
Terminalen före säkerhetskontrollen.

## Myndigheter och flygplatssäkerhet

### Gränspolisen
Polismyndigheten på flygplatsen har bland annat i uppgift att sköta:
- Passkontroll (flyg utanför Schengensamarbetet)
- Allmänt polisarbete och agera flygplatspolis

Polisstationen ligger i flygfraktshuset (en bra bit från terminalen) och är öppen för besök vissa tider (endast för ansökan om provisoriskt pass).  

### Tullen
Tullverket på flygplatsen har bland annat i uppgift att sköta:
- Tullavgifter
- Tullkontroll
- stoppa illegalt varuinflöde till Sverige

Myndighetens särskilda gränsskyddsgrupper genomför tullkontroll på resenärer och frakt. Tullstationen ligger bredvid ankomsthallen, där även tullfiltret finns.   

### Airport Security
Airport Security utgörs av flygplatskontrollanter och skyddsvakter i Securitas regi. Tidigare sköttes allt detta i egen regi (Swedavia och  förr i tiden av Luftfartsverket). Flygplatskontrollanterna arbetar med stöd av lagen om luftfartsskydd (2004:1100) och skyddsvakterna med stöd av Skyddslagen. Skyddsvakterna är utrustade med batong och skjutvapen.
Länsstyrelsen och Transportstyrelsen utövar tillsyn.  

## Ovanliga och vanliga flygplan på plattan
Landvetter flygplats får lite då och då ovanliga flygplansbesök på plattan. Landvetter har fått besök av Boeing 747 (SAS hade en reguljär rutt till New York fram till mitten på 1980-talet, typen har använts för reguljärflyg med Iran Air, och för charter till Thailand). Några andra ovanliga flygplanstyper för Landvetter som har förekommit är Antonov An-124, Airbus A340, Boeing 777, Airbus A350, Concorde med flera.
Vanligare flygplanstyper på Landvetter är flygplan i Airbus A220-serien, A300-serien, A320-serien, A330-serien, Boeing 737-serien, 757-serien, 767-serien, 787-serien, ATR 72-serien, Avro RJ-serien, Bombardier Dash 8-serien, Fokker 50, och Embraer E-Jet-serien med flera.

## Airport City
Airport City är ett projekt som innebär en massiv utbyggnad av Landvetter flygplats med logistik, kontor och handel. Det har förts under flera år och började genomföras runt 2012/2013 och utbyggnaden ska ske i 15-20 år framöver. Airport City sägs planerad att bli dubbelt så stor som Frölunda Torg som har runt 200 butiker och 75 000 m² handel. Som ett första steg i projektet etablerade Porsche en försäljare och för att göra köpcentrumet attraktivt satsar Swedavia på att få större aktörer att etablera sig som publikmagneter, helst utländska kedjor som ännu inte finns i Sverige. Det finns stora köpcentrum vid de fyra andra huvudvägarna till Göteborg, men inte vid riksväg 40 ännu, delvis för att antalet närboende är mindre.